# Zbór Śląskiego Kościoła Ewangelickiego Augsburskiego Wyznania w Gutach
Zbór parafialny Śląskiego Kościoła Ewangelickiego Augsburskiego Wyznania w Gutach (cz. Farní sbor Slezské církve evangelické augsburského vyznání v Gutech) – zbór (parafia) luterańska w Gutach, należąca do senioratu trzynieckiego Śląskiego Kościoła Ewangelickiego Augsburskiego Wyznania, w kraju morawsko-śląskim, w Czechach.
Już w okresie Reformacji ewangelicy wybudowali w Gutach własny kościół, odebrany im w 1654 roku.
Od 1782 Guty należały do zboru w Ligotce Kameralnej. W 1866 wybudowano tu ewangelicką szkołę, obecny budynek probostwa. W 1882 powstał cmentarz ewangelicki, na którym w 1923 zbudowano kaplicę cmentarną. Podczas IV Regularnego Synodu, który odbył się 25 czerwca 1950 roku, zdecydowano o podzieleniu dotychczasowych zbyt dużych zborów i założeniu nowych, w tym również w Gutach. Pierwszym pastorem został Jerzy Badura. W 1968 dawną kaplicę cmentarną rozbudowano do jej obecnego kształtu. W latach 2002–2005 przebudowano budynek probostwa.